# Harrisville (Utah)
Pour les articles homonymes, voir Harrisville.
Harrisville est une municipalité américaine située dans le comté de Weber en Utah. Lors du recensement de 2010, sa population est de 5 567 habitants.

## Géographie
La municipalité s'étend sur 3,01 milles carrés (7,8 km2). Elle est située dans l'agglomération d'Ogden.

## Histoire
La localité est fondée en 1850 par Urban Stewart, qui doit fuir la région après avoir tué un chef amérindien. L'année suivante, Martin Henderson Harris s'implante sur ces terres ; la ville est nommée en son honneur en 1868. Harrisville devient une municipalité en avril 1962.

## Démographie
La population de Harrisville est estimée à 6 376 habitants au 1er juillet 2016.
| Groupe                           | Harrisville | Utah | États-Unis |
| -------------------------------- | ----------- | ---- | ---------- |
| Blancs                           | 93,6        | 91,1 | 76,9       |
| Métis                            | 5,1         | 2,5  | 2,6        |
| Amérindiens                      | 1,3         | 1,6  | 1,3        |
|                                  |             |      |            |
| Hispaniques et Latino-Américains | 9,1         | 13,8 | 17,8       |

Le revenu par habitant était en moyenne de 22 891 dollars par an entre 2012 et 2016, en-dessous de la moyenne de l'Utah (25 600 dollars) et de la moyenne nationale (29 829 dollars), malgré un revenu médian par foyer supérieur (66 972 dollars à Harrisville contre respectivement 62 518 et 55 322 dollars). Sur cette même période, 3,7 % des habitants de Harrisville vivaient sous le seuil de pauvreté (contre 10,2 % dans l'État et 12,7 % à l'échelle des États-Unis).